# Záhoří (Žim)
Záhoří je malá vesnice, část obce Žim v okrese Teplice. Nachází se asi 0,5 km na jih od Žimu. V roce 2011 zde trvale žilo 17 obyvatel.
Záhoří leží v katastrálním území Žim o výměře 5,73 km².

## Název
Vesnice se původně jmenovala Záhořice. V historických pramenech se jméno objevuje ve tvarech: Záhořice (1543), Zahorzicze (1545), Zahorzycze (1565), Zahoržicze (1601), Sahorž, Zahoř (1787), Sahorsch, Zahoř (1833), Záhořice a Sahorsch (1848), Záhoří a Zahoř (1854) nebo Záhoří a Zahorž (1886).

## Historie
První písemná zmínka o Záhoří pochází z roku 1543, kdy vesnice patřila majitelům dobkovické tvrze na jihovýchodním úbočí Kletečné, ale později byla rozdělena na dva díly. Po třicetileté válce ve vsi podle berní ruly z roku 1654 stálo pět obydlených a tři pusté usedlosti. Jen jedna obydlená usedlost byla selská. Od roku 1679 Záhoří patřilo k lovosickému panství, u kterého zůstalo až do zrušení patrimoniální správy.
Jádrem vsi je drobná, přibližně trojúhelníková náves obklopená menšími usedlostmi. Mladší chalupy vznikly na východním okraji vesnice a v údolí Záhořského potoka, kde stávala také cihelna. Přestože byla většina staveb ve vsi zmodernizována, charakter vesnice s kompaktní zástavbou návsi nebyl ani ve druhé polovině dvacátého století narušen.

## Obyvatelstvo
|                                                                   | 1869 | 1880 | 1890 | 1900 | 1910 | 1921 | 1930 | 1950 | 1961 | 1970 | 1980 | 1991 | 2001 | 2011 |
| ----------------------------------------------------------------- | ---- | ---- | ---- | ---- | ---- | ---- | ---- | ---- | ---- | ---- | ---- | ---- | ---- | ---- |
| Obyvatelé                                                         | 69   | 65   | 61   | 65   | 65   | 64   | 58   | 45   | 41   | 17   | 20   | 16   | 18   | 17   |
| Domy                                                              | 12   | 12   | 12   | 12   | 12   | 12   | 12   | 11   | .    | 6    | 6    | 8    | 12   | 13   |
| Počet domů z roku 1961 je zahrnut v celkovém počtu domů obce Žim. |      |      |      |      |      |      |      |      |      |      |      |      |      |      |

## Pamětihodnosti

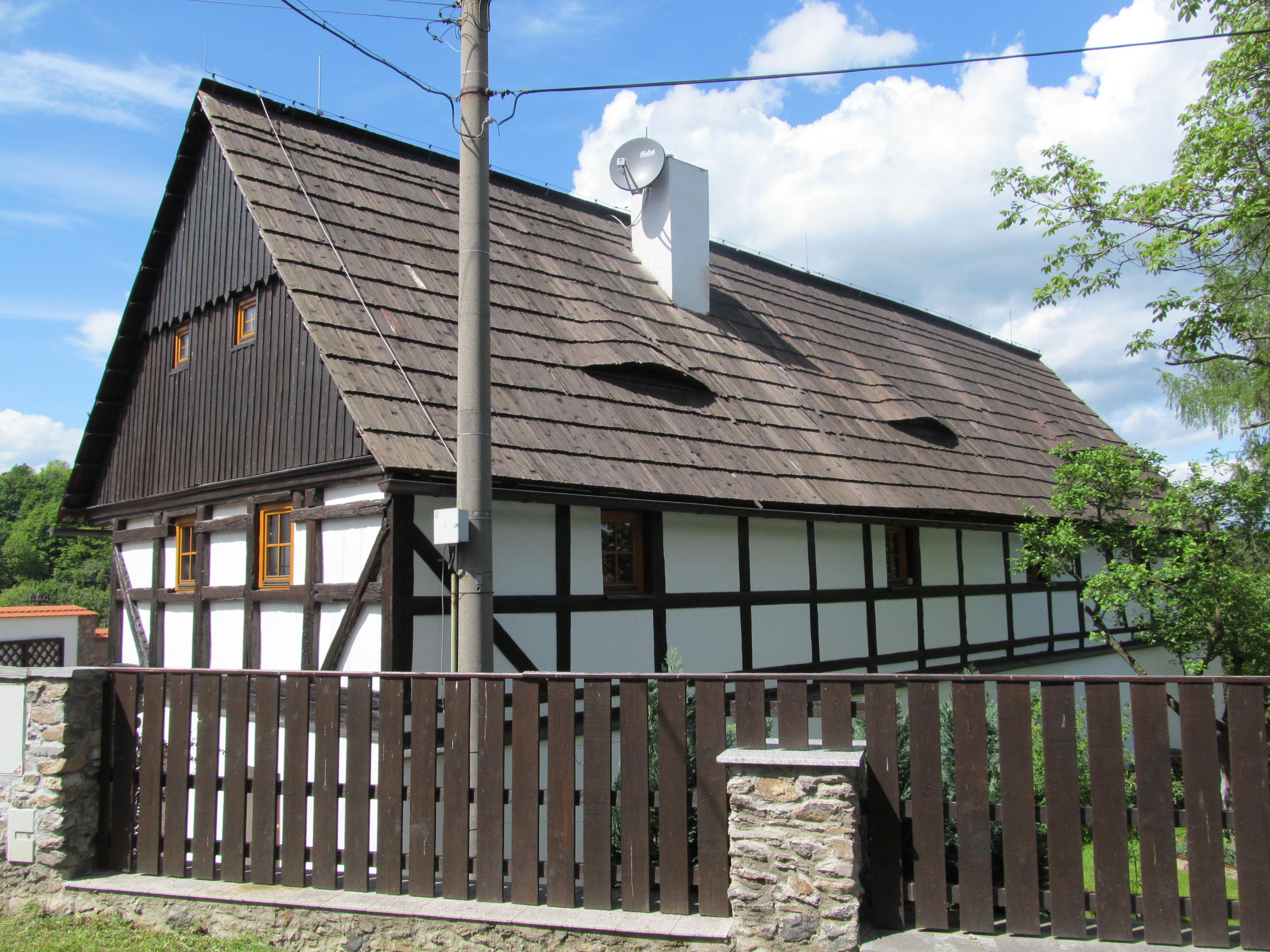
Hrázděný dům čp. 7

Nejcennější stavbou ve vsi je památkově chráněný dům čp. 7 se zděným přízemím, hrázděným patrem, bedněným štítem a nádvorní pavlačí. K tradiční architektuře patří také zděné patrové domy, z nichž se dobře dochoval dům čp. 5 postavený v eklektickém slohu. Drobná kaple na návsi má čtvercový půdorys s oblým presbytářem a zvoničkou.